# 南あわじ市立西淡中学校
南あわじ市立西淡中学校（みなみあわじしりつ せいだんちゅうがっこう）は、兵庫県南あわじ市松帆古津路に所在する公立中学校。

## 沿革
2013年（平成25年）4月1日 - 南あわじ市立御原中学校と南あわじ市立辰美中学校を統合し、御原中学校敷地にて開校。
2012年（平成24年）12月14日に南あわじ市議会で「議案第85号 学校設置条例の一部を改正」が可決されたことを根拠に、12月14日を創立記念日とする。

## 校訓
- 仲間と助け合おう(海の心)
- 人となりを磨こう(山の心)
- 思いやりを持とう(恕の心)

## 部活動

### 運動部
- 野球部
- サッカー部
  - 2013年 兵庫県サッカー新人大会 優勝
  - 2014年 兵庫県総合体育大会 優勝
  - 2014年 近畿中学校サッカー大会 優勝
  - 2014年 全国中学校サッカー大会 ベスト16
- ソフトテニス部
  - (女子)2021年 兵庫県総合体育大会 淡路地区予選《全淡総体》 団体戦 優勝
- 女子バスケットボール部
- 女子バレーボール部

### 文化部
- 吹奏楽部
  - 2016年 兵庫県吹奏楽コンクール 金賞
  - 2016年 関西吹奏楽コンクール（和歌山県開催）銀賞
- 文芸部

## 学区
- 南あわじ市立松帆小学校
- 南あわじ市立湊小学校
- 南あわじ市立辰美小学校

## 著名な出身者
- 木場昌雄（元サッカー選手）　旧御原中学校卒業
- 興津大三（元サッカー選手）　旧御原中学校卒業
- 加地亮（元サッカー選手）　　旧御原中学校卒業
- 波戸康広（元サッカー選手）　旧辰美中学校卒業

## 通学区域が隣接している学校
- 南あわじ市立南淡中学校
- 南あわじ市立三原中学校
- 洲本市立五色中学校
- 徳島県鳴門市鳴門中学校 （海を挟んで隣接。）